# 広大線
広大線 (こうだいせん) とは中国雲南省楚雄イ族自治州の広通駅から同省大理ペー族自治州大理駅までを結ぶ全長206kmの鉄道路線。単線・非電化。大理駅にて大麗線と接続する。

## 概要
- 1992年5月着工、1998年6月には全線、レールが敷設された。
- 1999年5月1日に旅客運輸が開通。雲南省の省都である昆明からは、成昆線の広通駅を経由する。
- 広通駅間から清華洞駅間はほぼ、戦前に建設途中のまま放棄された滇緬線と同じルートであるが、新規に建設しなおされた。

昆明-大理間の所要時間は約5から6時間程度（2007年現在）。夜行列車を含み一日3から6本程度の列車が運行する。